# Louis Papa
Louis Papa né le 29 mai 1844
à Walla Walla dans l'état de Washington et mort le 18 septembre 1935 à Loveland dans le Colorado, est un pionnier et Cowboy d’origine française et amérindienne résidant dans la région de Big Thompson dans le Colorado devenant ainsi l'un des premiers colons de la région.
Il est l'oncle de Charles Curtis, vice président des États-Unis dans l'administration du président Herbert Hoover, et à ce jour le seul, descendant d'Amérindiens à avoir atteint un tel poste.

## Biographie
Louis Papa est le fils de Louis Elbert Pappan (Pepin ou Papin), dit Big Louis (1806-1877), trappeur français et de Marie John Papin dite Tacaney (1807-1874), une amérindienne issue de la communauté de la Tête-plate et fille d'un indien Kaw. Louis Papa a une soeur Ellen qui se marie avec Orren Arms Curtis, père de Charles Curtis, futur vice président des États-Unis. Louis Elbert Pappan est le fils de Louis Pepin et de Philomène Fortin originaire de Montréal et qui seraient originaires de Caen.
En 1842, Louis Pappan et ses deux frères, Joseph et Achan originaires de Saint-Louis dans le Missouri et tous trois mariés à des femmes issues de la communauté de la Tête-plate s'installent avec leurs enfants dans l'actuel North Topeka.
Son père est le propriétaire d'un ferry qui traverse la rivière du Kansas qui borde le territoire de la tribu des Kaws. Ce dernier rencontre en 1844, Jesus Garcia Mariana Modena dit Mariano Modena. Louis Pappan qui veut retrouver une vie normale mais sans abandonner son épouse qui est enceinte de Louis, conclut un accord avec Mariano Modena et échange sa femme, l’enfant à naître contre des chevaux et une couverture pour son long voyage de retour vers la civilisation. Lorsque le bébé naquit, on lui donne le nom de son père biologique puis le nom de Papa.
Sa mère se remarie avec Mariano Modena (1812-1878) avec qui elle aura trois enfants, Martin Medina (1849–1864), Marcellina Medina (1857–1872) et Rosita Alice Medina
(1862–1864) et son son père se remarie avec Julie Gonville.
La nouvelle famille de Louis Papa s’installe dans la région de Big Thompson en 1858, dans le campement de Namaqua à proximité de Loveland, devenant ainsi les premiers colons de la région. L’endroit était connu sous le nom de Mariano’s Crossing et plus tard a été nommé Namaqua. Papa ne va pas à l’école, mais aide son beau-père dans l’élevage.
En 1862, Louis Papa et Mariano Medina alors associées, sont autorisés à construire et à entretenir un pont à péage sur la Big Thompson, au croisement du Cherokee Trail.
En 1866, Louis Papa épouse Maria Eleanor Williams de Denver (1850-1940) avec qui il a trois enfants, une fille (1866–1866) et deux garçons, Mariano Antonio Papa (1866–1937) et Jose Adolfo (1868-1899). Louis construit une petite maison pour sa femme au sud de la maison de Mariano à Namaqua mais elle le quitte et retourne à Denver avec ses deux fils.
Louis Papa travaille pour diverses entreprises d’élevage de bétail, notamment la Estes Park Company Limited et l’exploitation de bétail de Frank Bartholf à Drake. Il travaille également pour des entreprises au Texas, dans l’Utah et dans l’Idaho.
En 1875, Louis Papa épouse sa seconde femme, Annie Johnson, mais elle le quitte aussi. En 1897, il installe son homestead dans le canyon de Big Thompson.
Papa s’installe dans le canyon de Big Thompson, à l’emplacement actuel du parc de montagne Viestenz-Smith. Il fait des trajets entre sa maison de Loveland et sa cabane le long de la rivière.

## Postérité
En 1926, la ville de Loveland achète la propriété de Papa pour en faire un parc de montagne qui deviendra le Viestenz-Smith Mountain Park.
En 2001, une statue le représentant, est installée dans la ville de Loveland.